# Хронологія географічних відкриттів
| Дата                      | Географічні відкриття, мандрівки, описи, наукові дослідження, картографування територій                                                                       |
| ------------------------- | --- |
| 1200 до н. е.             | Перший вихід фінікійських мореплавців через Гібралтарську протоку до Атлантичного океану.                                                                     |
| 330-324 роки до н. е.     | Знайомство давніх греків із землями Центральної Азії, Індії та Північно-Східної Африки.                                                                       |
| IX-X століття             | Нормани освоюють циркумєвропейський торгівельний шлях. Східною ланкою якого стають річкові шляхи Дніпром («із варяг у греки») та Волгою («із варяг у перси»). |
| Кін. IX — поч. X століття | Згадки про українські землі в працях арабських науковців Ібн Хордадбега, «Кітаб ал-масалік ва-л-мамалік» та Ібн Руста (7-й том «Кітаб ал-а'лак ан-нефіса»).   |
| Поч. X століття           | Арабський мандрівник Ібн Фадлан мандрує басейнами Волги й Дону. Докладний опис звичаїв народу «рус» (звіт «Рисал»).                                           |
| X століття                | Новгородці освоюють північні терени Європи, переходять Урал і виходять до Азії, відкривають гирло Обі.                                                        |
| 1235-1237                 | Подорож домініканського монаха Юліана Угорського до Волзької Булгарії та на Урал в пошуках батьківщини угорців. На зворотньому шляху відвідав Київ.           |
| 1241-1247                 | Подорож посла Святого Престолу Плано Карпіні Великим степом до Монголії.                                                                                      |
| 1253-1255                 | Подорож католицьких місіонерів, француза Андре де Лонжюмо й фламандця Віллема Рубрука Великим степом до Монголії.                                             |
| 1271-1295                 | Подорож італійського купця Марко Поло до Китаю та країнами Східної і Південної Азії.                                                                          |
| 1325-1354                 | Подорожі арабського мандрівника Ібн Батути країнами ісламського світу та прилеглими землями.                                                                  |

## XV століття
| Дата      | Географічні відкриття, мандрівки, описи, наукові дослідження, картографування територій                      |
| --------- | --- |
| 1466-1472 | Подорож тверського купця Афанасія Нікітина до Індії.                                                         |
| 1492-1503 | Чотири подорожі італійського мандрівника на службі іспанської корони Христофора Колумба до Америки.          |
| 1497-1499 | Відкриття морського шляху до Індії навколо Африки португальським мореплавцем Васко да Гамою.                 |
| 1499      | Дослідження північних берегів Південної Америки італійським вченим Амеріго Веспуччі. Відкриття Нового світу. |

## XVI століття
| Дата                    | Географічні відкриття, мандрівки, описи, наукові дослідження, картографування територій |
| ----------------------- | --- |
| 1519-1522               | Перше навколосвітнє плавання португальського мандрівника на службі іспанської корони Фернана Магеллана. Фактично, після його загибелі на Філіппінських островах, експедицію завершив Елькано.             |
| Друга пол. XVI століття | На карті польського історика і картографа Бернарда Ваповського докладно зображено західноукраїнські землі.                                                                                                |
| Друга пол. XVI століття | На московській карті «Большой чертеж» докладно зображено заселені землі Придніпров'я та Придонців'я. Карта не зберіглась, лише докладний список сухопутних та річкових шляхів в «Книзі Большому Чертежу». |

## XVII століття
| Дата                     | Географічні відкриття, мандрівки, описи, наукові дослідження, картографування територій                         |
| ------------------------ | --- |
| 1610-1616                | Російські козаки досліджують азійські береги Північного Льодовитого океану, просуваючись далеко на схід.        |
| Перша пол. XVII століття | Складено карту «Чертеж украинским и черкасским городам от Москвы до Крыма».                                     |
| 1630-1648                | Французьким інженером на службі польської корони Гійомом де Бопланом складено карту України з докладним описом. |
| 1639                     | Російський козак Іван Москвітін досяг узбережжя Охотського моря.                                                |
| 1642-1644                | Голандський мореплавець Абель Тасман відкриває й досліджує береги Австралії, обпливає навколо острова Тасманія. |
| 1643-1646                | Похід російського козака Василя Пояркова з Якутського острогу Амуром до Охотського моря.                        |
| 1648                     | Російський козак Семен Дежньов відкриває Берингову протоку й морським шляхом проходить до Тихого океану.        |
| 1649-1653                | Російський козак Єрофій Хабаров проводить військовий похід до манчжурських земель Амуром.                       |

## XVIII століття
| Дата      | Географічні відкриття, мандрівки, описи, наукові дослідження, картографування територій |
| --------- | --- |
| 1725-1743 | Перша та друга Камчатські російські експедиції. Під час цих експедицій було досліджено північне узбережжя Азії, Семен Челюскін відкрив крайню північну точку Євразії — мис Челюскін, Степаном Крашенинниковим проведено комплексне географічне дослідження Камчатки, Вітуса Беринга та Олексія Чирикова заново відкривають Берингову протоку. |
| 1768-1771 | Навколосвітня подорож британського мореплавця Джеймса Кука. Відкрито і нанесено на карти північне узбережжя Австралії. |
| 1768-1774 | Наукові експедиції Російської академії Петера-Симона Палласа, Самуїла Гмеліна, Івана Лепьохіна, Йоганна Гюльденштедта Східною Європою та Північною Азією. |
| 1781-1782 | Василь Зуєв проводить географічний опис Лівобережжя Дніпра та Північного Причорномор'я («Подорожні записки»). |
| 1785-1788 | Тихоокеанська експедиція французького мореплавця Жана-Франсуа Лаперуза. |
| 1793-1794 | Петер-Симон Паллас складає докладний опис Кримського півострова. |
| 1799-1804 | Південноамериканська експедиція німецького географа Олександра Гумбольдта і французького ботаніка Еме Бонплана. |

## XIX століття
| Дата / Період | Дата / Період | Географічні відкриття, мандрівки, описи, наукові дослідження, картографування територій                                                                               |
| ------------- | ------------- | --- |
|               | 1803-1806     | Перша російська навколосвітня експедиція під головуванням естляндського німця Адама Йогана Крузенштерна та українця Юрія Лисянського на кораблях «Надєжда» та «Нева». |
|               | 1819-1820     | Друга російська навколосвітня подорож під керівництвом Фабіана Беллінсгаузена та Михайла Лазарєва. Відкриття Антарктиди.                                              |
|               | 1837-1840     | Французька антарктична експедиція Жуля Дюмон-Дюрвіля. |
|               | 1849-1873     | Подорожі британського дослідника Девіда Лівінгстона до Центральної та Південної Африки.                                                                               |
|               | 1850-1855     | Російська експедиція на Амур Геннадія Невельського. |
|               | 1856-1857     | Подорож російського дослідника Петра Семенова на Тянь-Шань для дослідження.                                                                                           |
|               | 1867-1885     | Комплексне дослідження Уссурійського краю і внутрішніх територій Центральної Азії Миколою Пржевальським.                                                              |
|               | 1871-1883     | Подорожі українського етнографа Миколи Миклухо-Маклая до Нової Гвінеї та антропологічні дослідження папуасів.                                                         |
|               | 1874-1877     | Подорож британського дослідника Генрі Стенлі внутрішніми областями Центральної Африки.                                                                                |
|               | 1886-1889     | Навколосвітня подорож російської експедиції під керівництвом українського флотоводця Степана Макарова на корветі «Витязь». Дослідження Тихого океану.                 |
|               | 1892-1894     | Дослідження пустелі Гобі та інших земель Центральної Азії російським географом і геологом Володимиром Обручевим.                                                      |
|               | 1893-1896     | Дрейф норвезької експедиції Фритьйофа Нансена на кораблі «Фрам» у льодах Північного Льодовитого океану.                                                               |
|               | 1899-1901     | Подорож російської експедиції Петра Козлова теренами Центральної Азії.                                                                                                |

## XX століття
| Дата | Географічні відкриття, мандрівки, описи, наукові дослідження, картографування територій |
| ---- | --------------------------------------------------------------------------------------- |

## Дивитися також
- Географічне відкриття